# Dingir
Dingir (obično transliterirano kao diĝir, izgovoreno kao /diŋir/) je klinopisni znak, najčešće determinativ za "božanstvo" iako jednako tako ima raznolika značenja. Kao determinativ, spomenuti znak nije se izgovarao i konvencionalno se transliterirao kao eksponent "D" kao npr. u (D)Inanna. Općenito, dingir možemo prevesti kao "bog" ili "božica".
Znak u sumerskom klionopisu (DIĜIR, ) sam po sebi prezentira sumersku riječ an ("nebo" ili "nebesa"), ideogram za An ili riječ diĝir ("bog"), vrhovno božanstvo sumerskoga panteona. U asirskom klinopisu, on (AN, DIĜIR, ) može predstavljati ideogram za "božanstvo" (ilum) ili silabogram za an, ili il-. U hetitskoj ortografiji, silabička vrijednost znaka ponovno je bila an.
Prema jednoj interpretaciji, DINGIR također može označavati svećenika ili svećenicu iako postoje druge akadske riječi ēnu i ēntu koje se također prevode kao svećenik ili svećenica. Naprimjer, nin-dingir (božanstvena gospa) je označavalo svećenicu koja je primala hranu u hramu Enkija u gradu Eridu.

## Klinopisni znak

### Sumerski
Sumerski znak DIĜIR razvio se od zvjezdano-oblikovanog ideograma indicirajući boga ili sumerskoga boga Ana, vrhovnoga oca svih bogova. Dingir također može značiti nebo ili nebesa što je u suprotnosti s ki koji prevodimo kao "zemlja". Njegov izgovor bio je dimer.
Plural od diĝir može biti diĝir-diĝir, među ostalim.

### Asirski
Asirski znak DIĜIR  mogao je značiti sljedeće:
- U akadskom il- u značenju "bog" ili "božica", što akrofonički dolazi od semitskoga Ỉl-
- boga Anuma
- akadsku riječ šamû u značenju "nebo"
- silabe an i il
- prepoziciju u značenju "kod" ili "prema"
- determinativ koji indicira da je naredna riječ u nizu ime boga

Prema jednoj interpretaciji, DINGIR također može značiti svećenika ili svećenicu iako u akadskom jeziku postoji riječ ēnu i ēntu koje se također prevode isto. Naprimjer, nin-dingir (božanska gospa) prevodimo kao svećenik koji je primio hranu u hramu Enkija u gradu Eridu.